# シャンパーニュ (スイス)

シャンパーニュの紋章

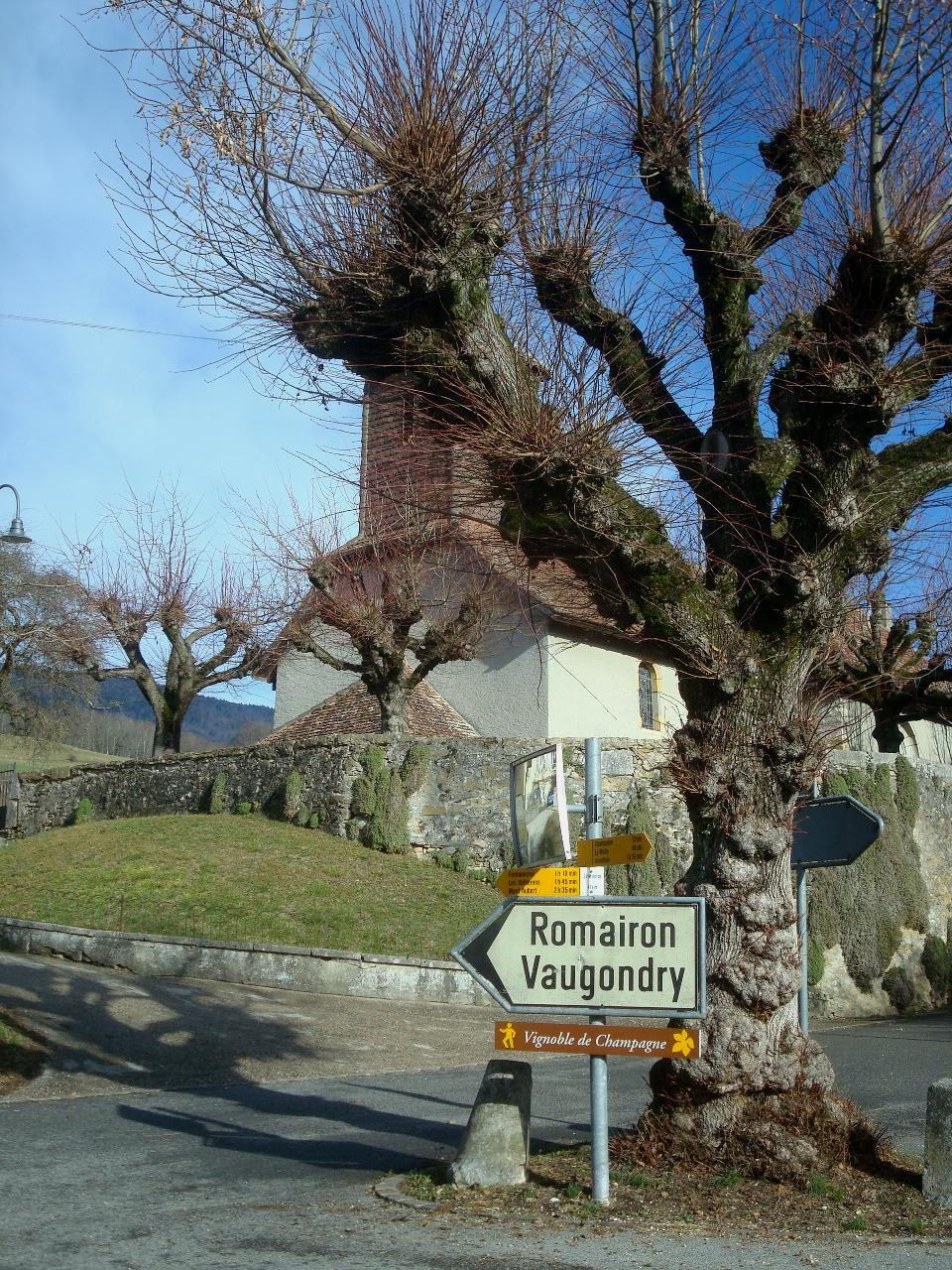
シャンパーニュ

シャンパーニュ(Champagne)はスイスのヴォー州、グランドソン県の自治体でフランスとの西境。ヌーシャテル湖湖畔に位置し、住民は約600人である。 1974年に、世界貿易機構によって、フランスのシャンパーニュ産のワインとブランド名がバッティングすることを理由に、この土地で生産されたワインやビスケットなどについて、「シャンパーニュ」というラベルを使用することをやめるよう命令された。 歴史的にはこの地域でワインが生産された方が先であることが知られている。